# Thelymitra
Thelymitra – rodzaj roślin z rodziny storczykowatych (Orchidaceae). Obejmuje 120 gatunków i 6 hybryd występujących w Azji Południowo-Wschodniej, Australii, Oceanii w takich krajach i regionach jak: Wyspy Antypodów, Wyspy Chatham, Jawa, Małe Wyspy Sundajskie, Nowa Kaledonia, Nowa Gwinea, Nowa Południowa Walia, Nowa Zelandia, Norfolk, Filipiny, Queensland, Australia Południowa, Tasmania, Wiktoria, Australia Zachodnia.

## Systematyka
Rodzaj sklasyfikowany do podplemienia Thelymitrinae w plemieniu Diurideae, podrodzina storczykowe (Orchidoideae), rodzina storczykowate (Orchidaceae), rząd szparagowce (Asparagales) w obrębie roślin jednoliściennych.
Wykaz gatunków
- Thelymitra abrupta R.J.Bates
- Thelymitra adorata Jeanes
- Thelymitra aemula Cheeseman
- Thelymitra aggericola D.L.Jones
- Thelymitra albiflora Jeanes
- Thelymitra alcockiae D.L.Jones ex Jeanes
- Thelymitra alpicola Jeanes
- Thelymitra alpina Jeanes
- Thelymitra angustifolia R.Br.
- Thelymitra antennifera (Lindl.) Hook.f.
- Thelymitra apiculata (A.S.George) M.A.Clem. & D.L.Jones
- Thelymitra arenaria Lindl.
- Thelymitra aristata Lindl.
- Thelymitra atronitida Jeanes
- Thelymitra azurea R.S.Rogers
- Thelymitra basaltica Jeanes
- Thelymitra batesii Jeanes
- Thelymitra benthamiana Rchb.f.
- Thelymitra bracteata J.Z.Weber ex Jeanes
- Thelymitra brevifolia Jeanes
- Thelymitra campanulata Lindl.
- Thelymitra canaliculata R.Br.
- Thelymitra carnea R.Br.
- Thelymitra circumsepta Fitzg.
- Thelymitra colensoi Hook.f.
- Thelymitra cornicina Rchb.f.
- Thelymitra corrugata R.J.Bates
- Thelymitra crenulata R.J.Bates
- Thelymitra crinita Lindl.
- Thelymitra cucullata Rupp
- Thelymitra cyanapicata Jeanes
- Thelymitra cyanea (Lindl.) Benth.
- Thelymitra dedmaniarum R.S.Rogers
- Thelymitra epipactoides F.Muell.
- Thelymitra erosa D.L.Jones & M.A.Clem.
- Thelymitra exigua Jeanes
- Thelymitra flexuosa Endl.
- Thelymitra forbesii Ridl.
- Thelymitra formosa Colenso
- Thelymitra fragrans D.L.Jones & M.A.Clem.
- Thelymitra frenchii Jeanes
- Thelymitra fuscolutea R.Br.
- Thelymitra glaucophylla R.J.Bates ex Jeanes
- Thelymitra graminea Lindl.
- Thelymitra grandiflora Fitzg.
- Thelymitra granitora D.L.Jones & M.A.Clem.
- Thelymitra gregaria D.L.Jones & M.A.Clem.
- Thelymitra hatchii L.B.Moore
- Thelymitra hiemalis D.L.Jones & M.A.Clem.
- Thelymitra holmesii Nicholls
- Thelymitra hygrophila R.J.Bates
- Thelymitra imbricata D.L.Jones & M.A.Clem.
- Thelymitra improcera D.L.Jones & M.A.Clem.
- Thelymitra incurva Jeanes
- Thelymitra inflata Jeanes
- Thelymitra ixioides Sw.
- Thelymitra jacksonii Hopper & A.P.Br. ex Jeanes
- Thelymitra javanica Blume
- Thelymitra jonesii Jeanes
- Thelymitra juncifolia Lindl.
- Thelymitra kangaloonica Jeanes
- Thelymitra latifolia R.J.Bates
- Thelymitra latiloba Jeanes
- Thelymitra longifolia J.R.Forst. & G.Forst.
- Thelymitra longiloba D.L.Jones & M.A.Clem.
- Thelymitra lucida Jeanes
- Thelymitra luteocilium Fitzg.
- Thelymitra macrophylla Lindl.
- Thelymitra maculata Jeanes
- Thelymitra magnifica Jeanes
- Thelymitra malvina M.A.Clem., D.L.Jones & Molloy
- Thelymitra matthewsii Cheeseman
- Thelymitra media R.Br.
- Thelymitra megacalyptra Fitzg.
- Thelymitra merraniae Nicholls
- Thelymitra mucida Fitzg.
- Thelymitra nervosa Colenso
- Thelymitra nuda R.Br.
- Thelymitra occidentalis Jeanes
- Thelymitra odora R.J.Bates
- Thelymitra orientalis R.J.Bates
- Thelymitra pallidiflora Jeanes
- Thelymitra pallidifructus R.J.Bates
- Thelymitra paludosa Jeanes
- Thelymitra papuana J.J.Sm.
- Thelymitra pauciflora R.Br.
- Thelymitra peniculata Jeanes
- Thelymitra petrophila Jeanes
- Thelymitra planicola Jeanes
- Thelymitra polychroma D.L.Jones & M.A.Clem.
- Thelymitra psammophila C.R.P.Andrews
- Thelymitra pulchella Hook.f.
- Thelymitra pulcherrima Jeanes
- Thelymitra purpurata Rupp
- Thelymitra purpureofusca Colenso
- Thelymitra queenslandica Jeanes
- Thelymitra reflexa Jeanes
- Thelymitra rubra Fitzg.
- Thelymitra rubricaulis R.J.Bates
- Thelymitra sanscilia H.S.Irwin ex Hatch
- Thelymitra sarasiniana Kraenzl.
- Thelymitra sargentii R.S.Rogers
- Thelymitra silena D.L.Jones
- Thelymitra simulata D.L.Jones & M.A.Clem.
- Thelymitra spadicea D.L.Jones & M.A.Clem.
- Thelymitra sparsa D.L.Jones & M.A.Clem.
- Thelymitra speciosa Jeanes
- Thelymitra spiralis (Lindl.) F.Muell.
- Thelymitra stellata Lindl.
- Thelymitra tholiformis Molloy & Hatch
- Thelymitra tigrina R.Br.
- Thelymitra tubulina R.J.Bates
- Thelymitra uliginosa Jeanes
- Thelymitra variegata (Lindl.) F.Muell.
- Thelymitra venosa R.Br.
- Thelymitra villosa Lindl.
- Thelymitra viridis Jeanes
- Thelymitra vulgaris Jeanes
- Thelymitra xanthotricha Jeanes
- Thelymitra yorkensis Jeanes

Wykaz hybryd
- Thelymitra × chasmogama R.S.Rogers
- Thelymitra × dentata L.B.Moore
- Thelymitra × irregularis Nicholls
- Thelymitra × mackibbinii F.Muell.
- Thelymitra × macmillanii F.Muell.
- Thelymitra × truncata R.S.Rogers